# 希芙特·考尔·萨姆拉
希芙特·考尔·萨姆拉（Sift Kaur Samra，2001年9月9日—），印度女子射击运动员，2021年世界大运会女子50米步枪三姿和女子50米步枪三姿团体金牌得主、2022年亚洲运动会女子50米步枪三姿金牌得主和女子50米步枪三姿团体银牌得主。